# Portugal-Rundfahrt 2017
Die 79. Portugal-Rundfahrt 2017 war ein portugiesisches Straßenradrennen. Das Etappenrennen fand vom 4. bis zum 15. August 2017 statt. Es war Teil der UCI Europe Tour 2017 und dort in der Kategorie 2.1 eingestuft. Gesamtsieger wurde der Spanier Raul Alarcon von W52-FC Porto.
Den Prolog in Lissabon gewann der Franzose Damien Gaudin (Armee de terre) in 6:24 Minuten mit zwei Sekunden Vorsprung auf Domingos Goncalves (Portugal/Radio Popular). Damit eroberte sich Gaudin das Leadertrikot für die Gesamtführung. Die erste Etappe nach Setubal sicherte sich Raul Alarcon (Spanien/W52) als Solist mit elf Sekunden vor dem Feld und holte sich die Gesamtführung, die er bis zum Schluss behielt. Etappe zwei gewann Samuel Caldeira (Portugal/W52) im Massensprint vor Antonio Parrinello (Italien/GM Europa). Bryan Alaphilippe (Frankreich/Armee de terre) siegte auf Etappe drei im Massensprint vor Krists Neilands (Lettland/Israel Cycling Academy). Etappe vier endete mit einer Bergankunft. Diese gewann Raul Alarcon mit drei Sekunden Vorsprung auf Amaro Antunes (Portugal/W52). Etappe fünf gewann Gustavo César Veloso (Spanien/W52) im Sprint von etwa 15 Mann vor Vicente Garcia (Spanien/Louletano). Die sechste holte sich mit bergauf führenden Zielgeraden Rui Sousa (Portugal/Radio Popular) mit vier Sekunden vor Vicente Garcia. Die Bergankunft der siebten Etappe gewann Antonio Barbio (Portugal/Efapel) als Ausreißer mit etwa 1:10 Minuten Vorsprung auf Gustavo Cesar Veloso. Etappe acht ging an Vicente Garcia, die er Sprint einer kleinen Gruppe vor Daniel Mestre (Portugal/Efapel) gewann. Auf der neunten Etappe erreichte man das Dach der Portugal-Rundfahrt 2017 auf über 2000 Meter über NN. Diese Etappe gewann Amaro Antunes vor Teamkollege Raul Alarcon. Die beiden hatten fast zwei Minuten Vorsprung auf den Drittplatzierten, Krists Neilands. Die letzte Etappe war ein 20,1 km langes Einzelzeitfahren um Viseu. Dieses gewann Gustavo Cesar Veloso vor Raul Alarcon, der 15 Sekunden Rückstand hatte.

## Teilnehmende Mannschaften
| Professional Continental Team- Israel Cycling Academy Continental Teams (17)- Armée de terre - Bike Aid - RP-Boavista - Efapel - Euskadi Basque Country-Murias - GM Europa Ovini - H&R Block - JLT Condor - Kuwait-Cartucho.es - LA Alumínios-Metalusa-BlackJack - Louletano-Hospital de Loulé - Metec-TKH-Mantel - Sporting-Tavira - Dauner D&DQ-Akkon - Unieuro Trevigiani-Hemus 1896 - Vorarlberg - W52-FC Porto |
| |

## Wertungen im Tourverlauf
| Etappe         | Etappensieger     | Gesamtwertung | Punktewertung     | Bergwertung       | Nachwuchswertung | Teamwertung     |
| -------------- | ----------------- | ------------- | ----------------- | ----------------- | ---------------- | --------------- |
| Prolog         | Damien Gaudin     | Damien Gaudin | nicht ausgetragen | nicht ausgetragen | Travis Samuel    | Sporting/Tavira |
| 1              | Raúl Alarcón      | Raul Alarcón  | Raul Alarcón      | César Fonte       | Óscar Rodríguez  | W52-FC Porto    |
| 2              | Samuel Caldeira   | Raul Alarcón  | Raul Alarcón      | Roy Goldstein     | Óscar Rodríguez  | W52-FC Porto    |
| 3              | Bryan Alaphilippe | Raul Alarcón  | Raul Alarcón      | João Matias       | Óscar Rodríguez  | W52-FC Porto    |
| 4              | Raúl Alarcón      | Raul Alarcón  | Raul Alarcón      | João Matias       | Krists Neilands  | W52-FC Porto    |
| 5              | Gustavo César     | Raul Alarcón  | Raul Alarcón      | João Matias       | Krists Neilands  | W52-FC Porto    |
| 6              | Rui Sousa         | Raul Alarcón  | Vicente de Mateos | João Matias       | Krists Neilands  | W52-FC Porto    |
| 7              | António Barbio    | Raul Alarcón  | Vicente de Mateos | João Matias       | Krists Neilands  | W52-FC Porto    |
| 8              | Vicente Garcia    | Raul Alarcón  | Vicente de Mateos | João Matias       | Krists Neilands  | W52-FC Porto    |
| 9              | Amaro Antunes     | Raul Alarcón  | Vicente de Mateos | Amaro Antunes     | Krists Neilands  | W52-FC Porto    |
| 10             | Gustavo César     | Raul Alarcón  | Vicente de Mateos | Amaro Antunes     | Krists Neilands  | W52-FC Porto    |
| Wertungssieger | Wertungssieger    | Raul Alarcón  | Vicente Garcia    | Amaro Antunes     | Krists Neilands  | W52-FC Porto    |